# Вели, Мумин
Мумин Вели (макед. Вели Мумин; р. 22 марта 1980, Скопье) — македонский боксёр-любитель, призёр чемпионата Европы (2006).

## Спортивная карьера

### Чемпионат Европы по боксу 2002
- 1/8 финала: поражение по очкам (24:14) украинскому боксёру Георгию Чигаеву

### Чемпионат Европы по боксу 2004
- 1/8 финала: победа по очкам (47:28) над польским боксёром Лукашом Машчуком
- 1/4 финала: поражение за явным преимуществом в третьем раунде от чемпиона россиянина Сергея Казакова

### Чемпионат Европы по боксу 2006
- 1/8 финала: победа за явным преимуществом над немецким боксёром Ронни Бебликом
- 1/4 финала: победа за явным преимуществом над испанским боксёром Хосе Келвин де ла Ниеве
- 1/2 финала: поражение серебряному призёру чемпионата по очкам (47:36) итальянцу Альфонсо Пинто